# Wijnbouw in Vietnam
Wijnbouw in Vietnam is er sinds de Franse koloniale overheersing aan het eind van de 19e eeuw. Vietnam heeft een tropisch klimaat. Enige wijnbouw vindt daarom plaats in hoger gelegen koelere gebieden. 

## Geschiedenis
Franse kolonisten legden al wijngaarden aan in de hoogland-gebieden rond de Ba Vì bergketen, in de buurt van Hanoi en de hoogtes bij Đà Lạt. Wijn gemaakt van vitis vinifera druivenrassen waren met de kennis van toen niet erg succesvol, waardoor men zich meer op vruchtenwijn richtte. “Wijn” is in Vietnam de term voor zowel de vruchtenwijn als wijn uit druiven. Overigens, er kan ook wel rijstwijn en slangenwijn mee bedoeld worden.
Hoewel in de 20e eeuw in het zuidoosten van het land tafeldruiven geteeld werden, zijn de wijnstokken voor wijnbouw pas in de jaren ’90 van de vorige eeuw aangeplant.

## Wijnbouw en geografie

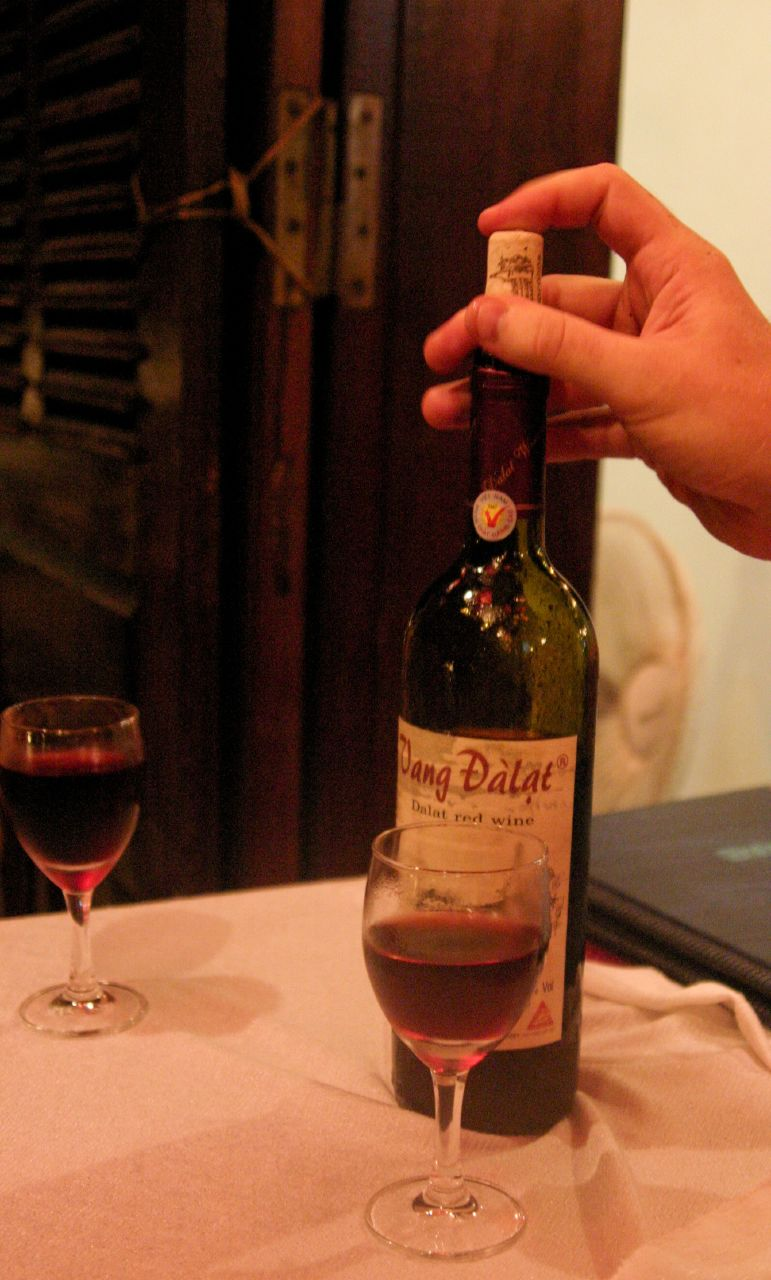
Een fles Vietnamese wijn.

Vietnam ligt tussen de Kreeftskeerkring en evenaar en is zo een typisch tropische regio die gekenmerkt wordt door hoge luchtvochtigheid en een regenachtig zomerseizoen.
De topografie van Vietnam is zeer heuvelachtig. Dit maakt het dan toch mogelijk dat in bepaalde microklimaten aldaar wijnstokken kunnen gedijen.
Laat in de 20e eeuw zag men nieuwe kansen voor de ontwikkeling van druiventeelt. Moderne oenologie – met name van wijnmakers uit de Australische wijnbouw – hebben hierin bijgedragen.
Australische wijnmakers begonnen in 1995 met een strak aanplant-schema van druivensoorten als Cabernet Sauvignon en Chardonnay, op stukken grond die tot voor kort waren bezaaid met landmijnen uit de Vietnamoorlog.
Er is nu nog steeds wijnbouw in rondom de Ba Vì bergketen in het noorden en op 1500 meter hoogte nabij de stad Da Lat in het zuiden. Ook zijn er wijngaarden aangelegd in het Annamitisch Gebergte en kustvlakten van de provincie Ninh Thuận. De Rode Rivier en Golf van Tonkin in het noorden en de Mekong-delta in het zuiden hebben een temperend effect op het klimaat. Als gevolg van de gelijkmatige warmte gedurende het gehele jaar, kan men op meerdere momenten in het jaar oogsten. 
Naast moderne vinificatie-technieken worden duiven door gerichte snoei en geleiding van de jonge loten ook wel succesvol aan pergola’s  geteeld. De druiven hangen niet in de volle brandende zon, maar in de schaduw van het bladerdak. Belangrijk voordeel daarbij is dat onder de planten en druiven goed geventileerd worden waardoor het risico van schimmelvorming afneemt.